# Олимпиос, Георгакис
Георгакис Николау Олимпиос, Георгакис Олимпиос, Олимбиоти (Олимпиот) Иордаки (Георгаки), греч. Γεωργάκης Νικολάου Ολύμπιος, рум. Iordache Olimpiotul, серб. Kapetan Jorgać; март 1772, Ливади, Фессалия — 23 сентября 1821, монастырь Секку, Румыния) — греческий военачальник, клефт горы Олимп, участник сербской революции, русско-турецкой войны 1806—1812 годов, полковник русской армии, кавалер ордена Святой Анны 4-й степени, один из руководителей военных действий революционеров греческого тайного общества Филики Этерия против Османской империи в Валахии и Молдове (сегодняшняя Румыния) в 1821 году, положивших начало Освободительной войне Греции 1821—1829 годов

## Биография

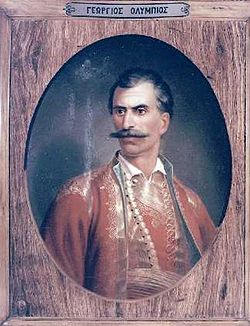
Георгакис Олимпиос

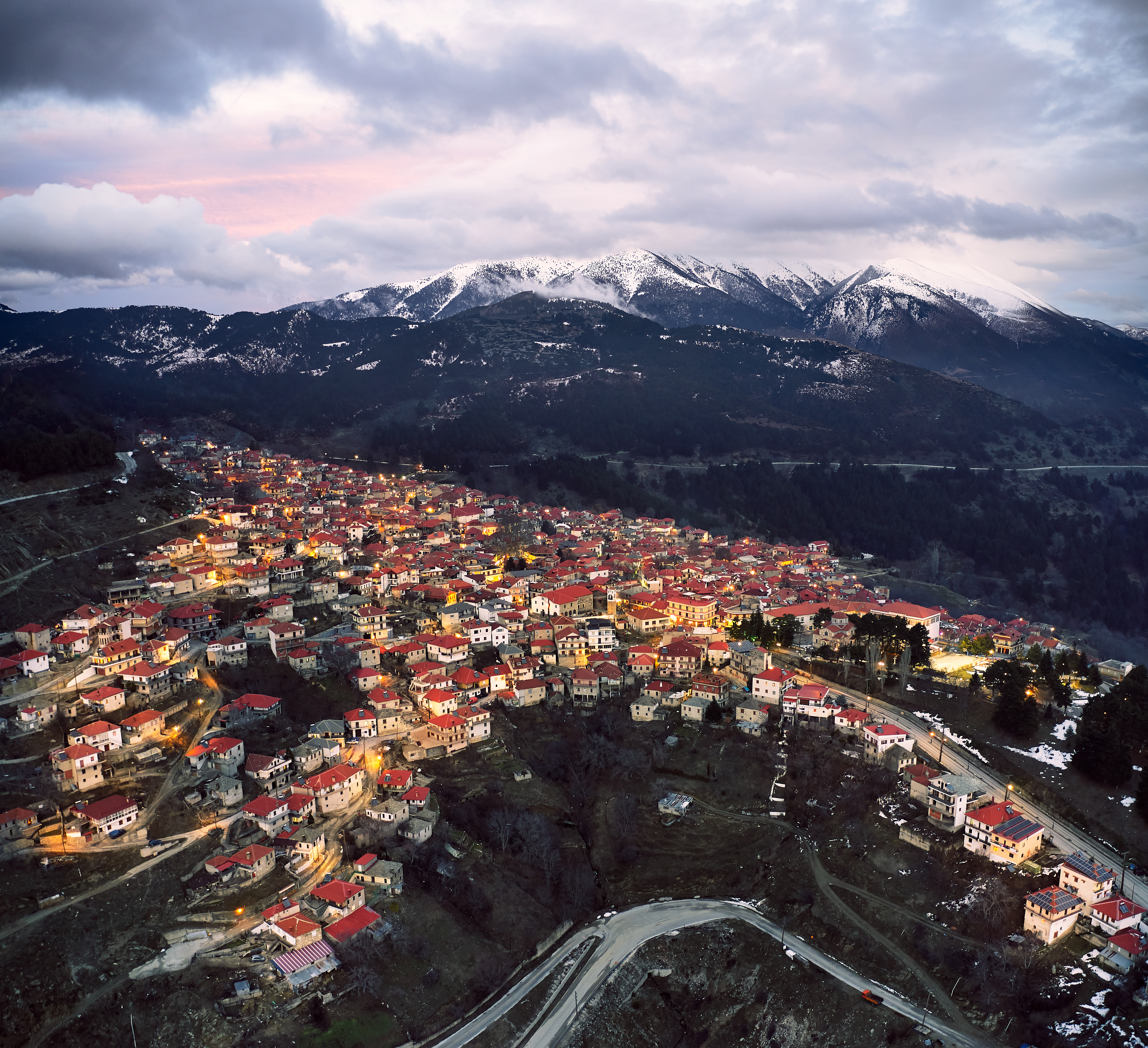
Село Ливади - Родина Олимпиоса

Георгакис родился в Ливади, епархия Элассона, ном Лариса в марте 1772 года.
Село Ливади расположено на высоте 1100 метров на склоне против вершин горы Олимп. Отец его именовался Николаос Лазос и происходил из известного рода клефтов и арматолов Лазос, многие члены которого погибли в боях или были умерщвлены турками. Мать Георгакиса умерла через несколько лет после его рождения и он вырос с отцом и бабушкой. В Ливади Георгакис окончил школу.
Георгакис рано начал обращаться с оружием и в 20-летнем возрасте примкнул к отряду своего родственника Эксархос Лазос, а затем к отряду известного клефта Олимпа, своего дяди Толиос Лазос, где пробыл 5 лет. В 1798 году в бою у монастыря Петра, Олимп Толис Лазос погиб. Георгакис, согласно клефтской традиции, был избран капитаном (командиром) и, поскольку он унаследовал арматолики (воеводство) Олимпа от своих родственников, за ним закрепился эпитет Олимпиос. Сам Георгакис обычно подписывался как Георгакис Николау Олимпиос.
Олимп с 1798 года стал ареной жестоких боёв после того как Али-паша Тепеленский решил включить этот регион в пределы своего вассального государства.
На последнем этапе Мухтар-паша сын Али возглавил карательные операции и повёл 20 тысяч турко-албанцев против клефтов Олимпа. После ряда боёв некоторые командиры с семьями перебрались на острова Скопелос и Скиатос. Олимпиос остался и продолжил партизанскую войну.

### Первое сербское восстание
В 1804 году восстала Сербия под руководством Карагеоргия. Олимпиос вместе с командирами Никоцарасом и Каратасосом принял решение пробиться в Сербию на помощь сербским повстанцам. Сербское восстание, после первых успехов, пошло на убыль. Руководство перешло к Милошу Обреновичу, а Карагеоргий нашёл убежище в российской Бессарабии.
Олимпиос отличился в сербском восстании и стал тесным другом с Карагеоргием до самого убийства Карагеоргия Обреновичем в 1817 году.
В Сербии Олимпиос побратался с сербским военачальником Велко Петровичем, вдова которого Стана, после смерти последнего стала женой Олимпиоса. Со Станой у Олимпиоса было трое детей: Милан, Александр и Ефросинья, родившаяся уже после его смерти.

### Русско-турецкая война (1806—1812)
После Сербии Олимпиос перебрался в дунайские княжества (Валахия и Молдова), где от лица султана правили греки-фанариоты, имевшие при себе гарнизоны из так называемых «арнаутов» (то есть носящих юбку-фустаннелу), в основном греков или эллинизированных православных албанцев. С началом войны в 1806 году Олимпиос во главе 1300 бойцов примкнул к корпусу Ивана Исаева и, отличившись в боях (взял в плен 3200 турок), получил 3 декабря 1807 года, за подписью генерала И. Смоленского, звание полковника русской армии.
С возобновлением военных действий Олимпиос отличился 9 октября 1811 года на правом берегу Дуная, при Видине, в атаке на турецкую кавалерию и получил по императорскому указу от 12 июня 1812 года «за редкое мужество, смелость и усердие» орден Святой Анны 4-й степени.

### Апостол
Олимпиоса посвятил в тайное революционное общество Филики Этерия Георгиос Левентис, служивший в российском посольстве в Бухаресте. Усилиями Левентиса Олимпиос и Яннис Фармакис возглавили гарнизон господаря Валахии Иоанна II Караджи.
Зная о дружбе Олимпиоса с Карагеоргием, в мае 1817 года гетеристы направили Олимпиоса в Бессарабию, где находился Карагеоргий и его секретарь, грек Наум.
Карагеоргий был посвящён в общество и поклялся в «вечной дружбе и искренности к греческой нации и вечной ненависти к общему врагу», приняв решение начать восстание в Сербии, одновременно с Грецией.
Перед самой своей смертью Николаос Скуфас назначил 12 апостолов в разные регионы Греции, Балкан и Средиземного моря. Олимпиос был упомянут первым среди апостолов, в криптографическом кодексе гетеристов числился под латинской цифрой III, регионом его деятельности была предназначена Сербия.
Карагеоргий и Наум были убиты 13 июля 1817 года людьми Обреновича, но Олимпиос по приказу общества продолжал контакты с Обреновичем, который, в отличие от Карагеоргия, занял выжидательную позицию.
Общество, готовя также восстание местного населения Валахии и Молдовы, поручило Олимпиосу найти человека, способного возглавить восстание. Выбор Олимпиоса пал на Тудора Владимиреску, которого он знал и который также служил в русской армии во время русско-турецкой войны 1806—1812 в чине поручика и командовал корпусом румынских добровольцев-пандуров, действовавшим в войсках господаря Константина Ипсиланти, за что получил орден Владимира третьей степени с мечами. (Некоторые авторы связывают с этим фактом саму фамилию Владимиреску, однако этот факт вызывает определённые сомнения, поскольку в румынском селе Владимири, где родился Тудор, вполне могла быть такая фамилия.) Владимиреску был посвящён в общество и принял предложение возглавить восстание.
17 января 1821 года, воспользовавшись недовольством населения в западной части Валахии (Олтения или Малая Валахия), вызванным злоупотреблениями господаря Валахии Александра Суцу, который пытался отнять землю у жителей города Тырговиште и обложил новым налогом пандуров, а также наступившей предсмертной агонией последнего, Владимиреску, сопровождаемый 25 бойцами Олимпиоса, к которым по дороге примкнули ещё 11 бойцов, начал в Тырговишти восстание, опубликовав своё антифеодальное воззвание. Вскоре, Александр Суцу скончался (по-видимому, отравленный). Сразу после этого Владимиреску с небольшим отрядом арнаутов отправился по селам Малой Валахии, чтобы поднять восстание. Первыми к Владимиреску присоединились его бывшие соратники пандуры, которые и стали главной движущей силой восстания, а затем к нему стали стекаться все обездоленные и угнетенные. Изначально центром восстания стал жудец Мехединць.
Поскольку турки не могли, согласно русско-турецкому договору, ввести войска в Валахию, они, ничего не подозревая, поручили подавление восстания Владимиреску тем, кто в действительности и были его организаторами — Олимпиосу и Фармакису. И тогда «начались комедийные сцены», когда Владимиреску преследователи действительные организаторы его восстания.

### Греческая революция— Придунайский этап
Ещё в феврале 1820 года Александр Ипсиланти, возглавивший Филики Этерия, в ходе заседания в своём доме в Киеве, назначил Олимпиоса командующим революционных сил в княжествах. Назначение Олимпиосу донесли Э. Ксантос и Х.Перревос, в доме Левентиса Олимпиос дал присягу и приступил к организации своих сил.
16 февраля 1821 года на заседании, в доме сестры Ипсиланти в Кишинёве, было принято решение начать военные действия и 22 февраля Ипсиланти с группой соратников перешёл Прут и прибыл в Яссы. Здесь он информировал консула России, что не намерен менять статус княжества и что, организовав армию, двинется в Грецию. Олимпиос, получив информацию о переходе Ипсиланти, начал действовать согласно плану.
16 марта Олимпиос и Фармакис вступили в Бухарест, расформировали правление города, подняли флаг революции и назначили комендантами города Савву Каминариса и Владимиреску, который 19 марта подошёл к греческому монастырю Котроченах, недалеко от города.
18 марта Олимпиос встретился в Мидзиле с Ипсиланти.
К этому времени российский император Александр I, под давлением Меттерниха своим письмом из Лейбаха от 14 марта и своей позицией на конгрессе в том же городе, отмежевался от движения Ипсиланти. Почти сразу же, 23 марта, Григорий V (Патриарх Константинопольский) предал анафеме Греческую революцию и Ипсиланти, однако это не спасло его от казни.

### Казнь Владимиреску
1 мая турецкие войска, с разрешения России, вошли в княжества. Комендант Бухареста Савва Каминарис перебежал к туркам. Владимиреску, с помощью австрийского консула Удрицкого, начал тайные переговоры с турками, ожидая стать господарем Валахии, обещая им нейтрализовать Ипсиланти.
21 мая Олимпиос, узнав из письма сербского военачальника Хаджи-Продана о смуте в лагере Владимиреску, во главе 230 бойцов, прибыл в Голешти, где стояли 3 тысячи валашских пандуров. Без обиняков Олимпиос обвинил публично своего бывшего друга в предательстве и, заручившись согласием пандур (по некоторым сведениям, подкупил командиров отрядов пандуров), отправил Владимиреску в лагерь Ипсиланти в Тырговишти, под трибунал.
Трибунал гетеристов в Тырговишти приговорил Владимиреску к смерти, но Каравиас и адъютант Ипсиланти поляк Гарновский исполнили приговор таким образом, что это стало злодейским убийством. Перед смертью Владимиреску по приказу Ипсиланти пытали, а затем убили. Тело разрубили на части и бросили в колодец.
И хотя факт готовившегося удара Владимиреску против гетеристов не оспаривался и их противниками поспешный суд и убийство Владимиреску практически лишило гетеристов поддержки местного населения в ходе военных действий на чужой территории. Однако много пандур Владимиреску вступили в отряд Олимпиоса.

### Драгашаны
В первом большом сражении с османскими силами 7(19) июня гетеристы потерпели поражение. Отсутствие Олимпиоса в начале этого несанкционированного сражения послужило причиной вначале опрометчивых, а затем слабодушных действий Василиса Каравиаса и разгрома «Священного Корпуса» греческого студенчества. Однако появление Олимпиоса на поле боя спасло оставшихся в живых гетеристов.
После Драгашан гетеристы потеряли надежду на счастливый исход своей кампании в княжествах. Ипсиланти в сопровождении отряда Олимпиоса направился к австрийской границе, в надежде через Триест добраться до восставшей к этому времени Греции.

### Секку
Проводив Ипсиланти до австрийской границы и попрощавшись с семьёй, Олимпиос и Фармакис во главе 350 бойцов предприняли попытку через Молдову пробраться в российскую Бессарабию, а оттуда в Грецию. Окружённые большими турецкими силами, повстанцы дали многодневный бой, обороняя монастырь Секку.
23 сентября 1821 года Фармакис и большинство защитников монастыря, получив гарантии, сдались, но были убиты турками. Георгакис Олимпиос и 11 ещё бойцов забаррикадировались на колокольне монастыря и после короткого боя взорвали себя и осаждавших их турок.

## Память
- Леонид Большаков писал в своей «Повести о поисках и обретениях»: «Каждому, кто изучал творчество Пушкина, запомнилось, что о движении этеристов поэт мечтал написать поэму, и героем её должен был стать Георгиос Олимпиос — по-другому, Иордаки»[24].
- Иордаки Олимпиод — один из вождей греков; фигурирует в рассказе Пушкина «Кирджали».[2]
- Георгакис Олимпиос был воспет греческой народной Музой.

Текст большинства песен дошёл до наших дней, благодаря французскому историку и филологу Клод-Шарлю Фориелю (1772—1844) и его сборнику греческих песен Discours Preliminaire (1824—1825).